# Diuron
Diuron, DCMU – organiczny związek chemiczny, fitotoksyczny bojowy środek trujący zaliczany do herbicydów totalnych.
Diuron jest białą, krystaliczną substancją, rozpuszczalną w rozpuszczalnikach organicznych (w wodzie praktycznie nierozpuszczalny).
W małych dawkach stymuluje wzrost roślin. Właściwości toksyczne podobne do monuronu – dawki ok. 10 kg/ha niszczą uprawy warzyw i pastwiska, użycie w ilości 20–30 kg/ha powoduje całkowite wyjałowienie gleby.